# Iginio Ugo Faralli
Iginio Ugo Faralli (Udine, 30 maggio 1889 – Roma, 3 dicembre 1965) è stato un diplomatico italiano.

## Biografia
Iginio Ugo Faralli era nato a Udine il 30 maggio 1889 e, dopo gli studi universitari, era entrato nella carriera diplomatica già nel 1912 e presto raggiunse il grado di console generale di prima classe. Operò nel quadrante del Levante post-ottomano, nel quadro della propugnazione degli interessi italiani in Anatolia.
Prese parte alla prima guerra mondiale come tenente di complemento, dove fu decorato della medaglia d'argento al valor militare per le sue azioni sul Carso nel 1917. Dal 9 agosto 1926 al 1º luglio 1927 ricoprì la carica di Console generale d'Italia a Scutari in Albania. Fu quindi Ministro plenipotenziario in Perù e Costarica.
Nel 1941 venne inviato nel Dodecaneso italiano per assumere la carica di segretario generale del possedimento, quando ancora ne era governatore il generale Ettore Bastico, sostituito di lì a breve dall'ammiraglio Inigo Campioni. Durante questi anni di segretariato il Faralli ebbe modo di prendere confidenza con i territori coloniali nel Mediterraneo e in particolare con le problematiche relative all'amministrazione civile.
Il 27 maggio 1943 Iginio Ugo Faralli ottenne il titolo di vicegovernatore delle Isole dell'Egeo. L'ammiraglio Inigo Campioni rimase in carica fino al 18 settembre 1943, quando fu arrestato dagli occupanti tedeschi, con cui aveva precedentemente concordato la resa della guarnigione di Rodi, e deportato. Egli venne sostituito dal vicegovernatore Faralli. Nel dicembre il suo posto doveva essere preso dal console generale della R.S.I. Manlio Gabrielli, che constatata l'impossibilità di poter espletare il suo incarico rientrò in Italia. Faralli, quindi, restò in carica, sempre come vice, fino al 1945, mentre le isole erano occupate da truppe germaniche al comando prima del generale Ulrich Kleemann, dapprima comandante dell'Isola di Rodi e poi dell'Egeo Orientale, e poi di Otto Wagener. Il ruolo di Faralli quale garante della continuità del governo fascista dell'Egeo e del controllo italiano sulla vita del possedimento, sebbene sotto controllo tedesco, venne meno l'8 maggio 1945, quando l'isola fu occupata dagli alleati. L'amministrazione militare britannica lo rimpatriò pochi giorni dopo.
Le testimonianze rilasciate dalla Commissione per la tutela degli interessi italiani nel Dodecaneso, successive alla liberazione di Rodi, indicarono il vicegovernatore come un cripto-antifascista durante il periodo della RSI, che seppur dovette giurare formalmente fedeltà alla Repubblica Sociale Italiana nel 1944, rifiutò di iscriversi al Partito Fascista Repubblicano.
La natura della fonte, chiaramente votata all'autotutela dei membri dell'amministrazione coloniale e della comunità italiana di Rodi, sorvola così sulla sua lunga carriera al servizio del Regime nel Dodecaneso, oltre che la corresponsabilità d'ufficio, connaturata alla sua carica, nelle politiche attuate nel possedimento a danno delle comunità locali. La corresponsabilità dell'amministrazione italiana con la deportazione della comunità ebraica di Rodi è ancora una questione relativamente ancora aperta, avendo trovato molti riscontri documentali all'interno dei fondi archivistici riportati alla luce nel 2013 da Irini Toliou e Marco Clementi.
Rientrato quindi in Italia, non subì formalmente alcuna forma di epurazione, una prassi comune per molti amministratori coloniali rientrati in Italia dopo il 1945. Dopo la proclamazione della Repubblica nel 1946, nel febbraio 1947 fu però collocato a riposo dal ministero degli esteri, "per ragioni di servizio" e reintegrato dal Consiglio di Stato nel luglio 1950. Fu quindi Inviato straordinario e Ministro plenipotenziario di 1ª classe fino al 12 giugno 1952.
Morì all'età di 76 anni nel 1965.

## Opere
- Italiani nel Perù, Roma, Casa editrice Carlo Colombo, 1941